# Lars Hasselbom

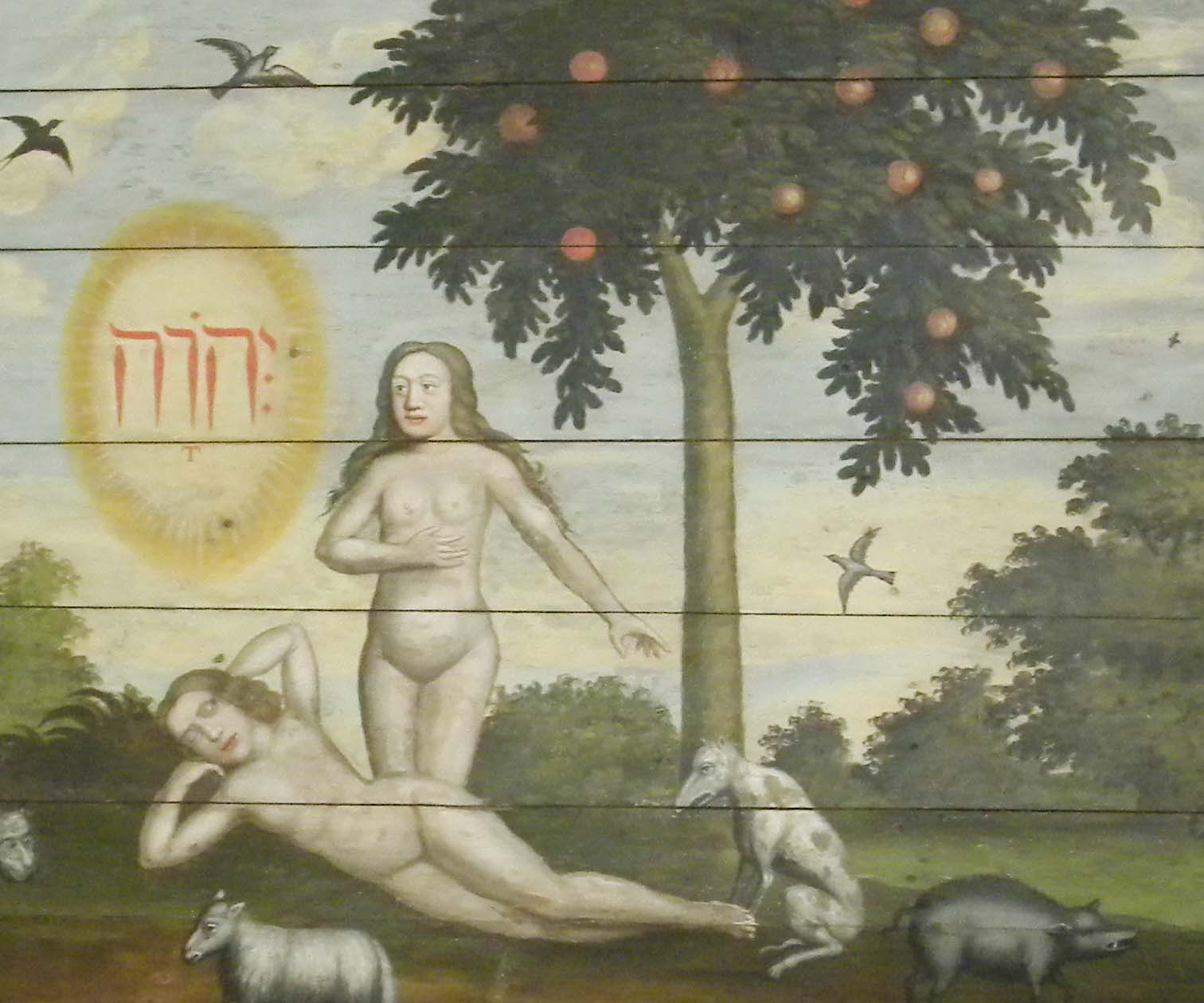
Takmålning av Lars Hasselbom i
Flistads kyrka

Lars (Gunnarsson) Hasselbom var en svensk kyrkodekoratör verksam vid 1700-talets mitt.
Han var gift med målaren Petter Wernbergs dotter. Han skrevs in i Göteborgs Målareämbete 1732 som lärgosse hos Wernberg och blev 1735 mästare inom skrået där han var kvar till 1785. Han var först verksam i trakterna kring Åmål men efter 1741 huvudsakligen verksam runt Lidköping. Bland hans arbeten märks altartavlor för Tådene kyrka och Sunnersbergs kyrka samt takmålningar i Norra Kedum, Hovby, Flistad och Longs kyrkor.